# Judith McNaught
Pour les articles homonymes, voir McNaught.
Œuvres principales
L'Amant de l'ombre, Les Machinations du destin
Judith McNaught (née le 10 mai 1944) est un écrivain américain de romances. Elle a vendu environ 30 millions d'exemplaires à travers le monde.

## Biographie
Née le 10 mai 1944 à San Luis Obispo, Judith McNaught fait ses études à l'Université Northwestern. Elle épouse en premières noces un dentiste de St. Louis dont elle a deux enfants, Whitney et Clayton. Après son divorce, elle épouse en 1975 Michael McNaught. Malheureusement, celui-ci disparaît tragiquement en 1983. Lors de cette période douloureuse de sa vie, ses premiers romans sont publiés. Elle se remarie une troisième fois jusqu'en 1993 avec Don Smith. Elle vit à Houston, au Texas.

## Œuvre

### Romances contemporaines
- Où tu iras, j'irai, J'ai lu, 1994 ((en) Tender Triumph, 1983)
- L'Homme qui haïssait les femmes, J'ai lu, 1994 ((en) Double Standards, 1984)
- Tourbillons, J'ai lu, 1996 ((en) Paradise, 1991)
- L'Amour en fuite, Pocket, 1995 ((en) Perfect, 1993)
- Murmures dans la nuit, Pocket, 2003 ((en) Night Whispers, 1998)
- La Coupable idéale, Presses de la Cité, 2007 ((en) Someone to Watch Over Me, 2003)
- (en) Every Breath You Take, 2006Inédit en France

### Série Foster
1. (en) Double Explosure, 1995Inédit en France
2. Séduction, Pocket, 1998 ((en) Remember when, 1996)

### Romances historiques
- L'Amant de l'ombre, J'ai lu, coll. « Aventures et Passions », 1994 ((en) Once and always, 1987)
- Les Machinations du destin, J'ai lu, coll. « Aventures et Passions », 1993 ((en) Something Wonderful, 1988)
- Compromise, J'ai lu, coll. « Aventures et Passions », 1993 ((en) Almost Heaven, 1989)

### Série des Westmoreland
- Le Royaume des rêves, J'ai lu, coll. « Aventures et Passions », 2018 ((en) A kingdom of dreams, 1989)
- La Scandaleuse, J'ai lu, coll. « Aventures et Passions », 1994 ((en) Whitney my love, 1985)
- Garçon manqué, Pocket, 1996 ((en) Until you, 1994)
- (en) Miracle in simple gifts, 1994Inédit en France
- (en) Can't take my eyes off of you, 2011Inédit en France

## Récompenses
- Romantic Time Award de la meilleure romance historique de l'année pour La scandaleuse
- Le magazine Good Housekeeping a désigné L'amant de l'ombre comme le meilleur roman du mois en janvier 1987
- Golden Pen Certificate du magazine Affaire de cœur pour L'amant de l'ombre
- Romantic Time de la meilleure romance historique dans la catégorie choix du public pour L'amant de l'ombre